# Templiers dans le monde germanique
Ne pas confondre avec la société des Templiers, un courant religieux protestant né en Allemagne  au XIXe siècle.
Ni avec les chevaliers de l'Ordre Teutonique, fortement implantés en Allemagne à partir du XIIe siècle et qui existent toujours comme organisation caritative
L'histoire de l'ordre du Temple au Moyen Âge ne se limite pas à celle des croisades ni à celle de l'Europe de l'Ouest, même si le sujet n'a pas été traité avec autant d'ampleur. On constate que la présence des templiers en Europe centrale n'était pas anecdotique mais celle-ci ne deviendra significative qu'à partir du XIIIe siècle. Le point de départ de leur expansion dans la région se situant dans l'Allemagne d'aujourd'hui et en Croatie.

## Contexte historique
Aux XIIe et XIIIe siècles, l'Allemagne n'existait pas et ce territoire faisait partie du Saint-Empire romain comprenant comme entités géopolitiques majeures les duchés de Bavière, Franconie, Saxe et Souabe ainsi que la marche de Brandebourg. Il y a lieu de distinguer quatre périodes marquantes du Saint-Empire couvrant celle où les templiers ont existé.
- (1130 - 1137) : Époque où Lothaire de Supplinbourg leur fit les premières donations.
- (1138 - 1250) : Période où la maison de Hohenstaufen régnait sur le Saint-Empire
- (1250 - 1273) : Le grand Interrègne, une période troublée qui aboutira à la domination des Hasbourg.
- (1273 - 1312/1318) : Les premiers Habsbourg

Cependant, l'histoire de cet ordre militaire en Europe centrale nécessite plutôt de séparer les quatre phases suivantes:
- Le XIIe siècle (les premières donations)
- La première moitié du XIIIe siècle à la suite de la troisième croisade (naissance de la province d'Allemagne)
- Le milieu et la fin du XIIIe siècle (l'expansion de cette province puis sa scission en trois provinces)
- La chute de l'ordre (le procès des templiers allemands)

## Les premières donations
Étudier la présence des templiers en Allemagne au XIIe siècle en se basant strictement sur les chartes de donation n'est pas forcément exhaustif car ceux-ci privilégiaient avant tout leur action en Terre-Sainte et les moyens de la financer. Leur priorité étant de recruter des hommes, du matériel ainsi que de l'argent.
Les premières donations suivent de très près la création de l'ordre et on les trouve dès 1130 en Basse-Saxe puis dès 1157, Albert Ier de Brandebourg leur octroie des terres près de la rivière spree. L'importance de ces maisons était limitée car cela aurait nécessité des moyens humains et un coût d'entretien préjudiciable à leurs besoins dans les états latins d'Orient. Lorsque ces donations concernaient des fiefs ou des églises, ils étaient plus enclins à s'en séparer comme en 1168 lorsqu'ils vendirent deux villages bavarois au comte palatin Otton de Wittelsbach. On remarque qu'à cette époque, leurs biens en Bavière dépendaient du précepteur de Lombardie et on ne trouve mention d'un précepteur pour la Teutonie qu'à partir de 1208.
Dater cette présence à partir des donations ou en déduire la date de fondation des commanderies s'avèrerait inexact car dans certains cas, ils ne prirent jamais possession de ces biens. Le nombre des commanderies avérées au XIIe siècle était donc restreint.
En 1200 ils fondent Müncheberg (Mongberg) dans la marche de Brandebourg,.

## La province d'Allemagne
La province « d'Allemagne » ne se forme qu'au XIIIe siècle pendant le règne de Frédéric II de Hohenstaufen et incluait également les commanderies établies dans le royaume de Bohême, les duchés de Pologne et la Prusse teutonique. Le premier maître de cette province semblant être frère Gehrard désigné par le titre de « grand précepteur pour la Teutonie, la Bohême, la moravie et la Pologne ».
L'expansion de la province ne débute vraiment qu'à partir de 1232 avec de nombreux dons comme ceux de Ladislas Odonic en présence de l’Évêque de Lebus concernant Quartschen(et non Custrin), de Barnim Ier le Bon dans le Duché de Poméranie, d'Henri Ier le Barbu pour le duché de Grande-Pologne, de Boleslas V le Pudique pour celui de Petite-Pologne, de Boleslas Ier de Mazovie dans le duché de Mazovie et de Venceslas Ier pour le royaume de Bohême.
La période de maîtrise du frère Widekind confirme la fusion de cette province avec celle de Hongrie mais celle-ci pourrait être antérieure car on signale déjà un maître pour ces deux provinces lors de l'invasion des Tatars (1241),. Frédéric d'Alvensleben (de), avant-dernier maître de cette province portait le titre de « maître en Allemagne et en Esclavonie » et est également cité comme « maître d'Allemagne et d'Italie » en 1307.
Mais la province initiale occupait une superficie telle (l'Europe centrale) que les templiers décidèrent de la fractionner aux alentours de 1290 et on trouve alors jusqu'à leur arrestation les trois sous-provinces ou baillies suivantes:
- Nord-Est : Pologne, Esclavonie, Nouvelle Marche et maître du chapitre de Quartschen ((la) Poloniam, Sclaviam, Novam terram et magister curie Quarczanes)
- Sud-Est : Bohême, Moravie et duché d'Autriche ((la) Bohemiam, Moraviam et Austriam)[n 5]
  - Ce titre indique clairement que les templiers possédaient des biens dans ces trois régions. Une partie des commanderies ayant existé dans l'actuelle république tchèque (Bohême et Moravie) est clairement identifiée mais leur présence en Autriche fut courte car on ne les mentionne qu'à partir de 1298 dans le duché d'Autriche[13],[14].
- Autour du Rhin : Comté palatin du Rhin

### Implantation des commanderies de cette province
Répartition des commanderies et maisons de l'ordre selon les régions actuelles et ce à quoi elles correspondaient au XIIIe siècle, à l'époque de cette province templière:
 (Liste détaillée pour chaque région)
| Région actuelle                    | Pays               | Au XIIIe siècle                                        | Accès aux listes détaillées et commentaires                                                    |
| ---------------------------------- | ------------------ | ------------------------------------------------------ | ---------------------------------------------------------------------------------------------- |
| Bade-Wurtemberg                    | Allemagne          | Comté de Wurtemberg                                    | aucune commanderie.                                                                            |
| Basse-Saxe                         | Allemagne          | Duché de Brunswick-Lunebourg                           | Article détaillé : Liste des commanderies templières dans la Basse-Saxe .                      |
| Bavière                            | Allemagne          | Duché de Bavière / Comté de Wurtemberg                 | Article détaillé : Liste des commanderies templières en Bavière .                              |
| Brandebourg                        | Allemagne          | Marche de Brandebourg                                  | Article détaillé : Liste des commanderies templières dans le Brandebourg .                     |
| La Hesse                           | Allemagne          | Comté de Thuringe puis landgraviat de Hesse            | aucune commanderie mais quelques biens.                                                        |
| Mecklembourg-Poméranie-Occidentale | Allemagne          | Duché de Mecklembourg / Duché de Poméranie-Demmin      | aucune trace de leur présence.                                                                 |
| Rhénanie-du-Nord-Westphalie        | Allemagne          | Comté de Juliers                                       | uniquement des dépendances de la commanderie de Breisig (cf. liste dans la Rhénanie-Palatinat) |
| Rhénanie-Palatinat et la Sarre     | Allemagne          | Comté palatin du Rhin (Duché de Bavière)               | Article détaillé : Liste des commanderies templières dans la Rhénanie-Palatinat .              |
| Saxe                               | Allemagne          | Marche de Misnie                                       | pas de présence avérée.                                                                        |
| Saxe-Anhalt                        | Allemagne          | Marche de Brandebourg / Comté de Thuringe              | Article détaillé : Liste des commanderies templières dans la Saxe-Anhalt .                     |
| Schleswig-Holstein                 | Allemagne          | Comté de Holstein                                      | aucune commanderie                                                                             |
| Thuringe                           | Allemagne          | Comté de Thuringe                                      | Article détaillé : Liste des commanderies templières en Thuringe .                             |
| Basse-Autriche                     | Autriche           | Duché d'Autriche                                       | Article détaillé : Liste des commanderies templières en Basse-Autriche .                       |
| Bohême                             | République tchèque | Royaume de Bohême                                      | Article détaillé : Liste des commanderies templières en Bohême .                               |
| Moravie                            | République tchèque | Royaume de Bohême                                      | Article détaillé : Liste des commanderies templières en Moravie .                              |
| Voïvodie de Basse-Silésie          | Pologne            | Duché de Wrocław (partie de l'ancien duché de Silésie) | Article détaillé : Liste des commanderies templières en Basse-Silésie .                        |
| Voïvodie de Lubusz                 | Pologne            | Duché de Grande-Pologne                                | Article détaillé : Liste des commanderies templières dans le Lubusz .                          |
| Voïvodie de Poméranie occidentale  | Pologne            | Duché de Poméranie-Stettin                             | Article détaillé : Liste des commanderies templières en Poméranie occidentale .                |
| Hongrie et Croatie                 | Croatie / Hongrie  | Royaume de Hongrie                                     | Article détaillé : Liste des commanderies templières en Hongrie .                              |

## Procès de l'ordre (Province d'Allemagne)
Selon la bulle Faciens misericordiam de 1308, le pape Clément V chargea les évêques et archevêques locaux de procéder au jugement des Templiers, et à la confiscation des biens de l'ordre, qui furent redistribués soit aux Hospitaliers, soit à l'Ordre Teutonique (bulle Ad providam de 1312). Mais de fait, peu d'arrestations de templiers eurent lieu dans cette province, et aucun d'entre eux ne fut exécuté.
L'archevêque de Magdebourg, Burchard III (de), avait en mai 1308, au retour d'un voyage à Poitiers auprès du pape Clément V, ordonné l'arrestation de tous les Templiers résidant dans son archevêché ; il avait ainsi emprisonné le maître d'Allemagne Frédéric d'Alvensleben (de) et les chevaliers des commanderies de Wichmannsdorf, Bollstedt (de) et Gehringsdorf,. Mais ceux d'entre eux qui avaient pu lui échapper s'étaient réfugiés dans le château de Beyernaumburg (de) au diocèse d'Halberstadt, et, soutenus par la noblesse du pays qui soupçonnait l'archevêque de vouloir déposséder l'ordre pour son propre compte, avaient pris une attitude menaçante. L'archevêque, en tentant de reprendre son château par un siège en règle, s'était fait excommunier par l'évêque d'Halberstadt ; les princes allemands, séculiers et ecclésiastiques, avaient pris parti contre lui, et Burchard dû relâcher ses prisonniers (19 novembre 1308), tout en maintenant la confiscation de leurs biens.
L'ordre, se sentant soutenu par la noblesse et les princes, semble s'être peu préoccupé de cet appareil judiciaire.
Le synode de la province ecclésiastique de Mayence renvoya absous tous ceux de sa circonscription. Le synode de la province de Trêves fut réuni, et après une enquête, prononça également une sentence d'absolution. Enhardis par ces deux jugements, les Templiers essayèrent de se maintenir sur les bords du Rhin, dans le Luxembourg et le diocèse de Trêves, et probablement aussi dans le duché de Lorraine.
Restés sous la protection de leur famille et des seigneurs locaux, beaucoup de chevaliers se virent attribuer une rente à vie, et d'importantes indemnités durent même être versées par les Hospitaliers, en dédommagement des biens confisqués, à tel point qu'ils durent parfois, comme à Mayence, revendre les biens qui venaient de leur être attribués. Certains commandeurs templiers, devenus hospitaliers, purent même conserver leurs titres et prérogatives,.